# LagunAir
LagunAir – hiszpańska linia lotnicza z siedzibą w León, w regionie Kastylia i León. Głównym węzłem jest Port lotniczy León.